# 新数学演習
新数学演習（しんすうがくえんしゅう）は、東京出版から発売される「大学への数学」の増刊号の、大学受験数学の問題集。

## 概要
毎年夏(7月〜9月)に発売される。かなり程度の高い問題を扱っていることから、最難関大学志望の学生がよく使用する。特に東京大学理科三類志望者には愛用されていた。解答は一般的な解法と巧妙さを追求した解法の2種類が用意されている。姉妹書に「新数学スタンダード演習」がある。
これより難易度の高い増刊号に1993年まで理系・新作問題演習、新作問題演習があった。
かつては1970〜80年代の入試問題からBあるいはC難度の問題を中心に300題程度掲載していたが、2014年に大幅に改訂され、2010年代の入試問題を中心に掲載している。改訂に伴い問題数が減少し、出題範囲が絞られたために難易度もやや低下したが、それでも一般的な高校生にとってはかなりの難問がそろっている。
近年はインターネットを中心に過去問が入手しやすくなったことに加え、少子化に伴う入試問題の変遷も大きく改訂が鈍いと言われているが、改訂頻度は変化がない。

## ASIN
2010年代以前の号はAmazonでも手に入りにくい。新数学スタンダード演習も似たような措置が取られている。
- 1976年6月[4]
- 1977年11月[5]
- 1978年6月[6]
- 1979年7月
- 1981年6月[7]
- 1982年7月[8]
- 1984年7月
- 1985年11月
- 1986年7月
- 1987年7月
- 1988年7月
- 1989年7月[9]
- 1990年7月
- 1991年7月
- 1992年7月
- 1993年9月
- 1994年7月
- 1995年5月 - ASIN B00A74CR64
- 1996年7月
- 1997年7月
- 1998年7月
- 1999年7月
- 2000年7月
- 2001年7月
- 2002年8月 - ASIN B006XDMECK
- 2003年8月
- 2004年8月
- 2005年8月
- 2006年8月
- 2007年8月 - ASIN B004E93ENI
- 2008年10月 - ASIN B006XDMW7W
- 2009年10月 - ASIN B002QWS4VM
- 2010年10月 - ASIN B0043WTQOM
- 2011年10月 - ASIN B005POIA1C
- 2012年10月 - ASIN B009D1W8MU
- 2013年10月 - ASIN B00F55HBES
- 2014年10月 - ASIN B004INE7UO
- 2015年10月 - ASIN B0156YKAYU, JAN 4910059501051
- 2016年10月 - ASIN B01LYHMXKY, JAN 4910059501068
- 2017年10月 - ASIN B075J8JRWZ, JAN 4910059501044
- 2018年10月 - ASIN B07H63Q3VY, JAN 4910059501082
- 2019年10月 - ASIN B07Y1YDY79, JAN 4910059501099
- 2020年9月 - ASIN B08FXK4NKP, JAN 4910059500900
- 2021年9月 - ASIN B09CRTSZRC, JAN 4910059500917
- 2022年9月 - ASIN B0BB16SSJZ, JAN 4910059500924
- 2023年9月 - ASIN B0CG2J19K5, JAN 4910059500931
- 2024年9月 - ASIN B0DBW44D1M, JAN 4910059500948
- 2025年7月